# Miguel Roca Cabanellas
Miguel Roca Cabanellas (* 18. April 1921 in Palma de Mallorca; † 8. Januar 1992 bei Motilla del Palancar) war ein spanischer römisch-katholischer Geistlicher und Erzbischof von Valencia.

## Leben

Erzbischofswappen von Miguel Roca Cabanellas

Miguel Roca Cabanellas empfing am 31. Mai 1947 die Priesterweihe für das Bistum Madrid-Alcalá, an dessen Priesterseminar er studiert hatte. Er studierte und promovierte 1955 an der Päpstlichen Universität Gregoriana. Von 1962 bis 1965 nahm er für die Spanische Bischofskonferenz als Peritus am Zweiten Vatikanischen Konzil teil.
Papst Paul VI. ernannte ihn am 20. Juli 1966 zum Titularbischof von Tigimma und bestellte ihn zum Koadjutorbischof von Cartagena. Die Bischofsweihe spendete ihm am 2. Oktober desselben Jahres der spätere Kardinal Antonio Riberi, Apostolischer Nuntius in Spanien. Mitkonsekratoren waren Juan Ricote Alonso, Koadjutorbischof von Teruel y Albarracín, und Maximino Romero de Lema, Weihbischof im Erzbistum Madrid. Am 22. April 1969 wurde er dann Bischof von Cartagena.
Am 25. Mai 1978 ernannte Paul VI. Roca Cabanellas zum Erzbischof von Valencia. Er gehörte zudem der Ständigen Kommission sowie dem Exekutivkomitee der Spanischen Bischofskonferenz an. Im spanischen Episkopat galt er als Vertreter des konservativen Flügels. Miguel Roca Cabanellas starb im Januar 1992 bei einem Verkehrsunfall auf der spanischen Nationalstraße N-III, als er sich auf dem Rückweg von einer Tagung des Exekutivkomitees in Madrid in Richtung Valencia befand.